# 関野凖一郎
関野 凖一郎（せきの じゅんいちろう、1914年10月23日‐1988年4月13日）は昭和時代の日本の版画家、洋画家。

## 略歴
青森県青森市の魚粕の肥料問屋の家に生まれる。旧制青森中学校卒業。1932年に今純三に銅版画を学んだ。1936年に官展に初入選を果たす。1938年に第8回日本版画協会展において会員に推される。翌1939年に東京へ出て恩地孝四郎に師事、新宿鈴木研究所において油絵を学んだ。作品は木版画、銅版画、石版画、油絵に及んでいる。1940年に日本エッチング協会を設立、その会員となった。1953年、ルガノ国際版画展に作品を出品、1960年、アメリカ・ノースウェスト国際版画展で受賞する。1957年に調布市下布田に移住する。1961年、リュブリアナ国際版画展において花・墓・車のニューヨーク三部作で特別賞を受賞した。1963年にフォード財団に招聘されて一年渡米、ワシントン大学などにて版画講義を行ったほか、オレゴン州立大学の教授となった。1968年にジャパン・アート・フェスティバルにも作品を出品する。1971年には青森県文化功労者として青森県褒賞を受ける。1975年、芸術選奨文部大臣賞を受賞する。また、日本版画協会の相談役を務めた。著書に『版画を築いた人々』のほか、同時代の版画家や版画活動、近代日本版画史に関する著作など多数。1988年4月13日没。享年73。

## 作品
- 「河畔」 エッチング  1936年  西宮市大谷記念美術館所蔵
- 「埠頭裏（埠頭風景）」 エッチング  1937年  西宮市大谷記念美術館所蔵
- 「恩地孝四郎像」 木版画  1952年  青森県立美術館所蔵
- 「梟の森」 木版画  1957年  東京国立近代美術館所蔵
- 「フィレンツェの甍（甍十二題）」 木版画  1959年   青森県立美術館所蔵
- 「東海道五十三次」  木版画 1959年‐1974年
- 「墓とニューヨーク」  木版画 1960年 東京国立近代美術館所蔵
- 「棟方志功像」  木版画  1968年  青森県立美術館所蔵
- 「スペイン風景」  木版画 1976年
- 「フローレンス」 銅版画  1974年
- 「サンマルコ」 銅版画  1976年
- 「陸奥の四季より《青森駅》」  木版画  1980年  青森県立美術館所蔵

## 著書
- 『版画の技法』 宝文館、1955年  ※下澤木鉢郎と共著
- 『版画を築いた人々』 美術出版社、1971年
- 『関野準一郎版画作品集 日本の街道』 毎日新聞社、1978年
- 『街道行旅』 美術出版社、1983年、画文集
- 『木版画の楽しみ』 平凡社、1983年